# David Wagner (tennis)
Pour les articles homonymes, voir David Wagner et Wagner.
David Wagner, né le 4 mars 1974 à Fullerton, est un joueur de tennis en fauteuil roulant professionnel américain, concourant en catégorie Quad.

## Biographie
Multiple champion paralympique et vainqueur de très nombreux tournois, David Wagner domine sa discipline pendant une dizaine d'années. Particulièrement régulier, il est classé dans le top 3 mondial depuis 2002 et atteint la place de n°1 en simple au mois d'avril 2003.
Il devient paralysé à la suite d'un accident survenu en août 1995 à Redondo Beach. Alors qu'il joue au frisbee avec des amis sur la plage, il est victime d'une chute alors qu'il tente de sauter par-dessus une vague. Retombant la tête sur le sable, il se fracture la nuque, endommageant la moelle épinière et devient tétraplégique. Initié par le champion paralympique Randy Snow, il découvre le tennis fauteuil à Portland en Oregon en 1999. Pratiquant le tennis universitaire au Whitman College de Walla Walla, David Wagner n'eut aucun mal à retrouver l'entraînement et à reprendre la compétition en catégorie handisport pendant sa période de rééducation. Son handicap lui oblige à scotcher sa raquette à sa main droite. Après avoir hésité à devenir professeur des écoles, il décide de tenter sa chance sur le circuit international en 2000 puis passe professionnel l'année suivante.
Lors de ses premières olympiades à Athènes en 2004, il est battu en finale par son principal adversaire, le Britannique Peter Norfolk. En 2008, il est surpris en demi-finale par le Suédois Johan Andersson et doit se contenter de la médaille de bronze. En 2012, il est cette fois-ci dominé en finale par l'Israélien Noam Gershony. Il est en outre triple médaillé d'or en double avec son partenaire habituel, Nicholas Taylor. En 2017, il est le premier joueur handisport de catégorie Quad à être sacré champion du monde par la Fédération internationale de tennis.

## Palmarès

### Jeux paralympiques
- médaillé d'argent en simple quad en 2004
- médaillé d'argent en simple quad en 2012
- médaillé de bronze en simple quad en 2008
- médaillé de bronze en simple quad en 2016
- médaillé d'or en double quad en 2004 avec Nicholas Taylor
- médaillé d'or en double quad en 2008 avec Nicholas Taylor
- médaillé d'or en double quad en 2012 avec Nicholas Taylor
- médaillé d'argent en double quad en 2016 avec Nicholas Taylor

### Tournois majeurs
L'Open d'Australie (depuis 2008), Roland-Garros (depuis 2019), Wimbledon (depuis 2019) et l'US Open (depuis 1997) sont les 4 tournois du Grand Chelem (catégorie créée en 2009) à organiser une compétition Quad.
- Open d'Australie :
  - en simple en 2011, 2013 et 2014
  - en double en 2004, 2008, 2009, 2010, 2013, 2014, 2015, 2016, 2017, 2022 et 2024
- Roland-Garros :
  - en double en 2019, 2020 et 2021
- Wimbledon :
  - en double en 2021
- US Open :
  - en simple en 2010, 2011 et 2017
  - en double en 2006, 2007, 2009, 2010, 2011, 2013, 2014, 2015, 2017 et 2018
- Masters :
  - en simple en 2004, 2005, 2007, 2008, 2012, 2013, 2014, 2015, 2016, 2017 et 2019
  - en double en 2005, 2006, 2007, 2009, 2011, 2012, 2013, 2014, 2015, 2017 et 2018
- Japan Open en simple en 2007, 2008, 2009, 2010, 2011, 2012, 2013 et 2018
- French Open en simple en 2005, 2006, 2007, 2010, 2011, 2013, 2014, 2017
- British Open en simple en 2007, 2009, 2017 et 2018
- USTA Open en simple en 2007, 2008, 2012, 2013, 2014, 2015, 2016 et 2018